# Belcarra (Columbia Británica)

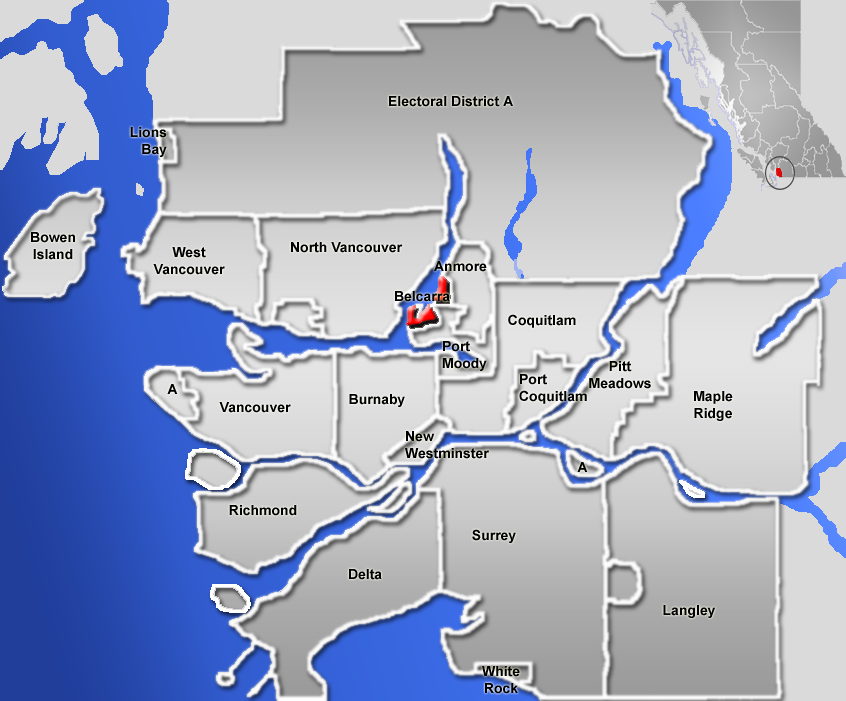
Belcarra, ubicación.

Belcarra es una pequeña villa canadiense del Distrito Regional del Gran Vancouver, Columbia Británica.
Se localiza en los 49º19'16" N y los 122º53'26" W, cuenta con una superficie de 5.46 km², tiene una población de 682 habitantes, según el censo de 2001. Se ubica al noroeste de Port Moody.

## Demografía
El censo canadiense de 2001, registró una población de 682 habitantes, 260 viviendas y 220 familias. La densidad de población fue de 124.91 hab/km².